# Smaragdus

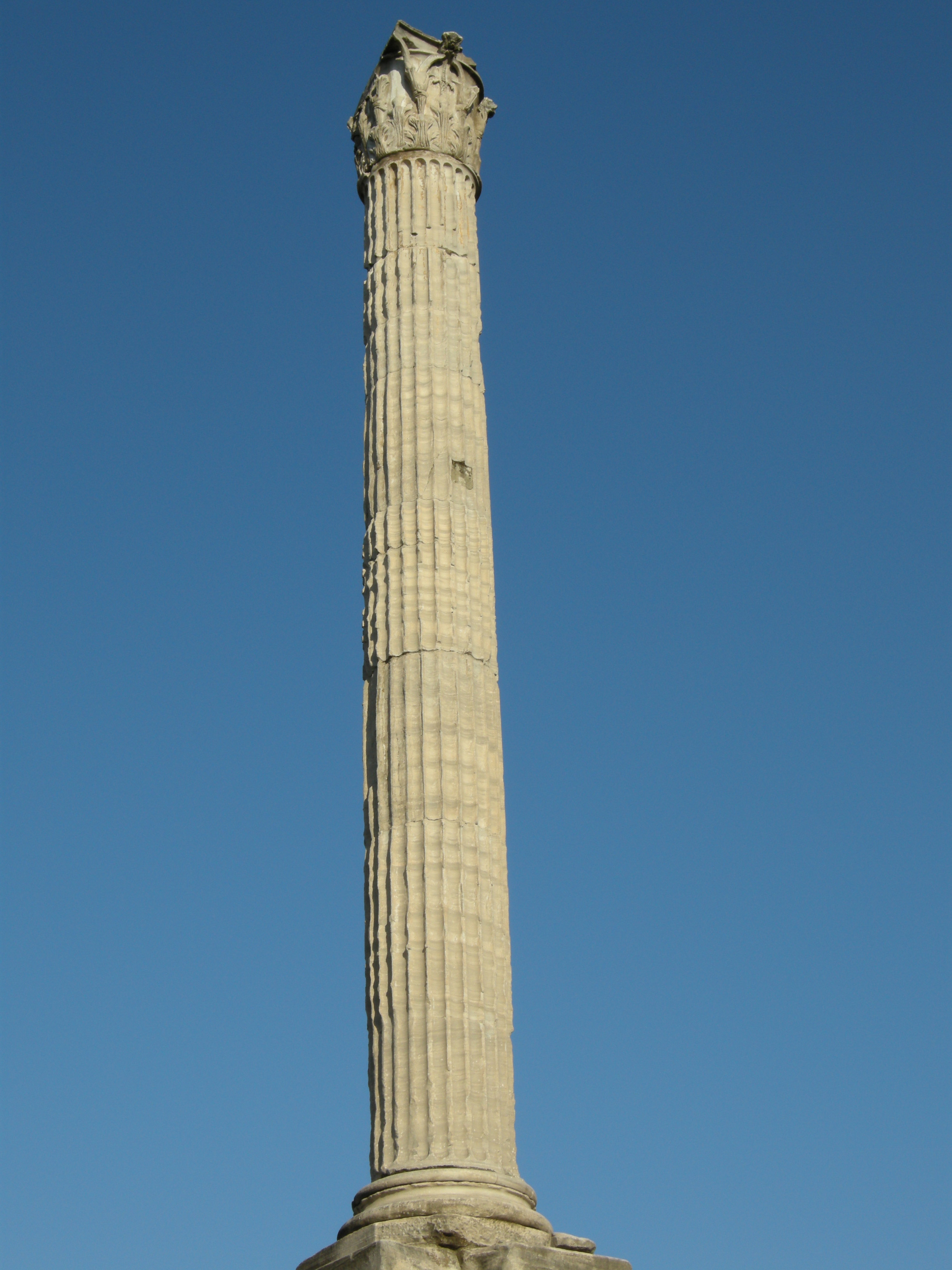
Zuil van Phocas

Smaragdus was tweemaal exarch van Ravenna, eenmaal van 585 tot 589 en een tweede maal van 603 tot 611.

## Biografie
Kort na het ontstaan van het exarchaat Ravenna in 584 verving hij de eerste exarch Decius. Smaragdus was iemand van de harde lijn en probeerde van de burgeroorlog tussen de verschillende autonome Longobardische hertogdommen, te profiteren om delen van Noord-Italië te heroveren. Uiteindelijk bereikte hij het omgekeerde. Een alliantie met het Frankische Rijk en Avaarse Rijk mislukte en de Longobarden verenigden zich rond hun nieuwe koning Authari.
Ook op religieus vlak toonde hij zich weinig diplomatisch. In de Driekapittelstrijd ging hij zover, dat hij bisschop Severus van Aquileia een jaar lang in Ravenna vasthield. Uiteindelijk werd hij in 589 vervangen door Romanus.
In 603 herstelde de Byzantijnse keizer Phocas Smaragdus in zijn vroegere functie.  Smaragdus erfde een oorlog met de Longobarden van zijn voorganger Callinicus, die de dochter van de Lombardische koning Agilulf had geschaakt. Smaragdus weigerde haar uit te leveren en Agilulf, met steun van de Avaren, viel het exarchaat binnen. Na twee jaar strijd werd Smaragdus gedwongen zijn gijzelaars vrij te laten en sloot vrede met de Longobarden.

## Trivia
Als eerbetoon voor zijn eerherstel liet hij een marmeren erezuil op het Forum Romanum in Rome plaatsen voor keizer Phocas.